# Daniel Bútora
Daniel Bútora (* 1967, Bratislava) je slovenský politik, novinář a manažer, od května do října 2023 ministr školství, vědy, výzkumu a sportu SR ve vládě Ľudovíta Ódora.

## Život
Vyrůstal v Bratislavě, v polovině 80. let se nechal pokřtít a účastnil se tajných bohoslužeb. Díky svému otci se seznámil s prostředím slovenského disentu, během Sametové revoluce byl jedním z vůdců studentského hnutí na FF UK. V roce 1990 přerušil studia a věnoval se žurnalistice a aktivitám v hnutí VPN.
Po vítězství Vladimíra Mečiara v parlamentních volbách v roce 1992 se stáhnul z politiky a přestěhoval se do Prahy, kde dokončil svá studia na Fakultě sociálních věd Univerzity Karlovy a pracoval pro Rádio Svobodná Evropa.
Od roku 2004 žije opět v Bratislavě, působil jako kouč pro vrcholové manažery a angažoval se v práci s dětmi a mládeží. Vedl Sdružení škol C. S. Lewise a stál u zrodu vzdělávacího programu Teach for Slovakia.
V květnu 2023 se stal ministrem školství, vědy, výzkumu a sportu v úřednické vládě Ľudovíta Ódora. Tím byl až do října téhož roku.